# Schwarzensee (Tauplitz)
Der Schwarzensee ist ein Bergsee auf der Tauplitzalm im Toten Gebirge in der Steiermark, Österreich. 

## Beschreibung
Der See liegt auf einer Höhe von 1549 m ü. A. in einer Mulde eingebettet südlich des Grubsteins und nördlich des Rosskogels. Mit einer Wasserfläche von 5,3 Hektar ist er der drittgrößte See am Hochplateau der Tauplitzalm. Der See hat eine Länge von etwa 410 Metern in südwest-nordöstlicher Richtung bei einer Breite von maximal etwa 180 Metern. Der Schwarzensee ist umgeben von beweideten bzw. mit Krummholz bestandenen Hängen. Die Nordufer sind steil und Schutthalden reichen bis in den See. Die Ost‐ bis Westufer sind flacher, steinig bis kiesig und stellenweise auch sandig. Am Nordostufer befindet sich das Portal der Grubsteinhöhle.

## Flora
An den seichten Ufern wachsen Armleuchteralgen‐Bestände, dazwischen lokal dichte, sonst lockere Bestände von Alpen-Laichkraut, Berchtolds Zwerg-Laichkraut, Langblättriges Laichkraut und Haarblättriger Wasserhahnenfuß.  